# Chiesa di San Spiridione (Corfù)
La chiesa di San Spiridione (in greco Ναός Αγίου Σπυρίδωνα?, Naos Agiou Spyridōna) è una chiesa ortodossa greca di Corfù, sull'omonima isola dell'arcipelago delle isole Ionie, amministrata dalla Metropolia di Corfù, Passo e isole Diapontie. Ospita le reliquie dei santi Spiridione di Trimitonte e Teodora Armena ed è tutelata come monumento protetto.

## Storia
Secondo la tradizione le reliquie di san Spiridione, vescovo di Trimitonte, furono traslate da Cipro a Costantinopoli nel VII secolo e vi rimasero fino al 1456, anno in cui il monaco greco Geōrgios Kalochairetīs le portò insieme al tabernacolo di santa Teodora a Corfù, allora possedimento della Repubblica di Venezia. A Corfù le reliquie furono inizialmente custodite presso la chiesa di Sant'Atanasio ma dopo il matrimonio di Asīmia, figlia del monaco, con un rampollo della famiglia Bulgari fu costruita un'apposita chiesa nel quartiere San Rocco. Le reliquie furono spostate nuovamente nel 1537 all'interno della Fortezza Vecchia, per preservarle durante l'assedio ottomano, ma la chiesa dei Bulgari dovette comunque essere demolita nel 1577 per consentire l'ampliamento delle fortificazioni dell'isola. Una nuova chiesa fu quindi costruita negli anni 1580, venendo inaugurata nel 1589 ma completata nel 1594.

## Descrizione
Si tratta di una basilica a navata unica. L'esterno è piuttosto semplice mentre l'interno è ricco di decorazioni tra cui spiccano l'imponente iconostasi in marmo pario, realizzata nel 1864 e decorata con dipinti realizzati da Spyridōn Prosalentīs, e il tetto ligneo, diviso in 17 sezioni e adornato con dipinti in cornici dorate realizzati originariamente da Panagiōtīs Doxaras nel 1727; i dipinti originali, rovinati dall'umidità, sono stati restaurati nel 1852 da Nikolaos Aspiōtīs. Di fronte all'iconostasi sono presenti due pregiati candelabri in argento donati nel 1716 e nel 1717 dal Senato veneziano e dall'ammiraglio Andrea Pisani come ex voto al santo per la vittoria nell'assedio ottomano del 1716. Le spoglie del santo sono posizionate all'interno di un doppio sarcofago ligneo rivestito d'argento.
Possiede inoltre una torre campanaria con orologio, spesso accostata a quella della chiesa di San Giorgio dei Greci a Venezia.

## Tradizioni
La chiesa è il principale luogo di culto dedicato a san Spiridione, patrono dell'isola di Corfù, al quale gli abitanti dell'isola sono fortemente devoti. A San Spiridione sono infatti attribuiti diversi miracoli nella storia dell'isola ionia e per questa ragione viene onorato in diverse occasioni: l'11 agosto, per celebrare la vittoria nell'assedio ottomano del 1716, il 12 dicembre, ricorrenza del santo (coincidente col giorno della sua morte) oltre che nella prima domenica di novembre e nella domenica delle palme, per commemorare la liberazione dell'isola dalle epidemie di peste del 1629 e del 1673, e nel sabato santo, per celebrare la salvezza degli abitanti dalla carestia.